# 何鴻章
何鸿章，CBE（1926年6月8日—2017年9月20日），音译埃里克·爱德华·何东，男，香港富商、慈善家。

## 生平
1926年，何鴻章出生於香港一歐亞混血兒家族。父為何東爵士第二子何世儉，母為愛爾蘭人Mordia O'Shea。與妻子佘安妮（Patricia Anne Shea）誕有五子三女。
何鴻章早年隨父旅居上海，曾就讀於上海聖芳濟書院。抗戰爆發時，回港至東華醫院協助緊急病房值勤。不久為日軍強行遣返上海，遭到軟禁。1947年，前往美國喬治敦大學就讀。1951年畢業後，先後供職於紐約證券交易所及通用汽車公司。1956年，祖父逝世；次年，父親亦相繼去世。遂返港管理家族產業。先後成立了香港發展有限公司、四海地產證券有限公司（建泉亞洲有限公司前身）（已被1991年成立的，四海國際集團有限公司（港交所：0120）取代）。1965年，創建何鴻章信託基金會，旨在為香港學生創造出洋留學的機會。
1980年代，何鴻章兼任華盛頓戰略研究中心中國事務財務顧問及基辛格國際理事會中國事務顧問。為促進中美二國的瞭解，創立何東國際關係問題學會，幾度籌辦中美會談。1982年，何鸿章促成由中国人民对外友好协会会长王炳南率領中國代表團訪問華盛頓的活動，並簽署日內瓦協定，在此期间何鴻章出席了乔治城大学孙中山像的揭幕仪式。1986年，聯同中國銀行與中國人民銀行在紐約籌辦金融商業專題研討會。1990年，何東國際問題學會與美國貿易理事會在召開了「重新評估美中關係：經濟政策和商務作用」的會議，討論議題包括香港作為中轉港的風險、繼續給予中國最惠國待遇等。
1999年，東帝汶爆發了流血衝突事件，25萬難民逃離家園。何鸿章於是購置艘海洋探測船「香港精神號」，持續三年疏散十二萬難民返鄉。此外又設立了何鴻章東帝汶福利機構，捐助眼科診所，成立了東帝汶何東學院，繼續為重建提供援助。2000年，何鴻章得知廣西龍勝地區自然條件惡劣，嬰兒死亡率高，乃捐贈109萬元人民幣，設立了何東母嬰基金。次年又捐資成立流動診所。2000年4月，國際移民組織頒發感謝狀，褒揚何鸿章運送東帝汶難民之義行。2001年，設立了朝鮮何鴻章基金，救助處於困境中的朝鮮兒童。

## 軼事
1941年，何鸿章在何東結婚紀念舞會與年長四歲的堂姊何婉琪（人稱十姑娘）邂逅，兩人一見鍾情。何婉琪是何東之弟何福四子何世光的十女。這段近親戀情遭到雙方家長的強烈反對。1946年，何婉琪嫁麥志偉。1953年，何鸿章回港，與何婉琪重逢。1955年，何婉琪為何鴻章誕下麥舜銘。同年，何鸿章與英籍妻子佘安妮結婚。約三年後，何婉琪又誕下麥慧玉。何鸿章婚後，依然對何婉琪照顧有加。1961年，何鸿章從祖父處繼承巨額遺產，隨即饋贈二百萬港元給何婉琪。兩人維持情人關係，直至1974年何婉琪舉家赴美後才終結。

## 註腳
1. ↑  .   [2009-06-06]. （原始内容存档于2012-05-04）.
2. ↑  刘明. . 人民日报 (1982年09月26日) (中国青年网). 2010-05-26  [2018-11-22]. （原始内容存档于2020-11-05）.
3. ↑  記著名慈善家何鴻章先生
4. ↑  .   [2009-06-06]. （原始内容存档于2011-08-07）.